# Ортоптика
Ортоптика (од грчких речи ὀρθός orthos, „прав“ и ὀπτικός optikοs „који се односи на вид)  јесте професија повезана са негом очију. Велики део праксе ортоптичара се односи на поремећаје бинокуларног вида и дефекте у покретима очију.

## Опште информације
Ортоптичари су стручњаци за дијагностиковање и лечење дефеката у покретима очију и проблема са заједничким радом очију, који се називају бинокуларни вид. Они могу бити узроковани проблемима са мишићима око очију или дефектима у нервима који омогућавају мозгу да комуницира са очима. 
Ортоптичари су одговорни за дијагнозу и нехируршко лечење страбизма (укрштених очију), амблиопије (лењог ока) и поремећаја покрета ока.
Ортоптичари су обучени професионалци који су специјализовани за ортоптичко лечење, као што су фластери за очи, вежбе за очи, призме или наочаре. Они обично раде са педијатријским пацијентима и одраслим пацијентима са неуролошким стањима као што су мождани удар, тумори мозга или мултипла склероза. 
Уз посебну обуку, у неким земљама ортоптичари могу бити укључени у праћење неких облика очних болести, као што су глауком, скрининг катаракте и дијабетичка ретинопатија.

## Поља интервенције
Ортоптичар је специјализован за истраживање, рехабилитацију и рехабилитацију визуелне функције.

### Истраживање визуелне функције
Ортоптичар је професионалац који углавном ради у офталмолошкој ординацији и интервенише у консултацији са лекаром. Врши различита мерења очију и различите прегледе вида. Може да обавља, између осталог:
- одређивање оштрине вида,
- одређивање рефракције ,
- учествује у адаптацији и руковању контактним сочивима,
- мери интраокуларни притисак,
- врши оптичку кохерентну томографију,
- снима фотографије фундуса итд.

У контексту значајног демографског смањења броја офталмолога, повећања техничких процедура, као и раста и старења становништва, визуелни сектор је морао да се реорганизује. У склопу те реорганизације офталмолози поверавају три четвртине техничких мерења ортоптичару. 
И у истом духу ортоптичари могу да спроводе и нове процедуре као што су провере између два термина за контролу и прачење хроничне патологије:
- визуелну процену пре прописивања или обнављања наочара,

- прописивање специјализованих наочара за особе са дислексијом,

- скрининг дијабетесне ретинопатије, што је прва телемедицинска процедура коју надокнађује социјално осигурање, чији је циљ да се спречи откривање очне патологије прекасно.

### Рехабилитација
Ортоптичари, историјски гледано, брину о очном дисбалансу, страбизму , амблиопији , нистагмусу ... и ослобађају пацијенте од главобоље , болова у очима, проблема са фокусирањем, замагљеног вида, двоструког вида, итсд
Додате су специфичне ортоптичке процене које се врше према проблему пацијента: процена слабовидности, неуровизуелних поремећаја, поремећаја учења ( дислексија , диспраксија , поремећаји пажње , аутизам итд.), постуралних поремећаја , у контексту хроничних патологија. или развој...
Ортоптичари су одговорни за пацијенте који пате од старосне макуларне дегенерације (АМД) и слабог вида уопште ( глауком , дијабетесна ретинопатија , итд.), као и за оне који пате од неуровизуелних поремећаја или неуроофталмолошких последица општих патологија.
Ове категорије обухватају бројне неуродегенеративне патологије као што су мултипла склероза , последице можданог удара или Паркинсонова болест на којима ортоптичар ради са циљем да пацијентима поврати могућности фиксације и лечења преосталих визуелних информација што ефикасније.
Ова врста неге доприноси лакшој кућној нези за ове пацијенте, као и за старију популацију.
Ортоптска нега је врло често замишљена у мултидисциплинарном оквиру. Ортоптичар спроводи и нуди персонализоване терапијске пројекте. 
Ортооптичар такође учествује у пројектима прилагођавања школовању деце, у вези са националним образовањем и као такав одржава односе са свим здравственим радницима и са наставним особљем (професори школа, референтни наставн) и специјализованим установама.